# يوشيو اينو
يوشيو اينو (باليابانية: 井上良雄) (و. 1907 – 2003 م) هو عالم عقيدة، ومترجم، من اليابان، ولد في طوكيو، توفي عن عمر يناهز 96 عاماً.

## التعليم
تعلم في جامعة كيوتو.